# Добропільська міська централізована бібліотечна система (ЦБС)

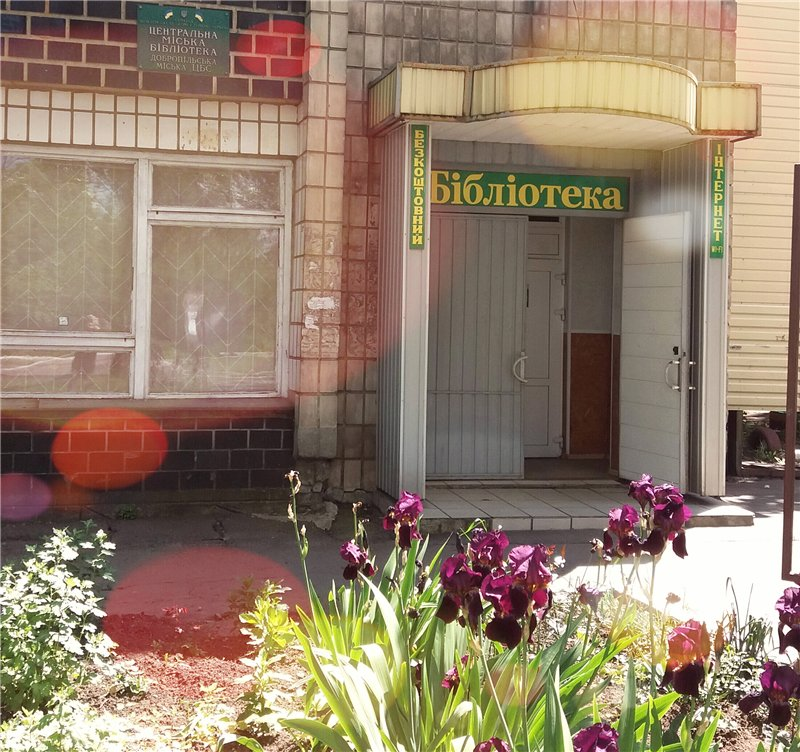

Централізована бібліотечна система м. Добропілля — комплексом шести бібліотечних установ:	
- Центральна міська бібліотека (м. Добропілля)
- Бібліотека-філія № 1 (м. Добропілля)
- Бібліотека-філія № 2 (м. Білозерське)
- Бібліотека-філія № 3 (смт Новодонецьке)
- Бібліотека-філія № 4 (м. Білицьке)
- Бібліотека-філія № 5 (м. Добропілля)

Центральна бібліотека Добропільської районної ЦБС створена на базі бібліотеки парткому в селі Добропілля в 1949 році.  В 1953 році районна бібліотека із села Добропілля була перевезена в будинок культури шахти «Добропільська», потім бібліотеку перевели в жиле приміщення по вулиці Харківська 33, нині проспект Перемоги, а в липні 1998 року фонд цієї бібліотеки був перевезений в приміщення колишнього дитячого садка «Золотий ключик» за адресою м. Добропілля, вул. Саратовська, 31 загальною площею 280м2.. Були завідуючими Рупчева М.П., Петрова М.С., Виниченко В.М., Помосова Н.М.
Згідно рішення виконкому Добропільської районної ради народних депутатів від 11.12.1979 року №376 «Про переведення на централізацію державних масових бібліотек району» заснована Добропільська районна централізована бібліотечна система яка підзвітна та підконтрольна відділу культури і туризму Добропільської райдержадміністрації, Добропільській районній раді та Донецькій обласній універсальній науковій бібліотеці.
Централізована бібліотечна система об’єднала 26 сільських бібліотек-філій та одну центральну бібліотеку.  